# Ruden
Ruden es una pequeña isla en el mar Báltico, ubicada entre Rügen y Usedom en la costa alemana. Ruden pertenece a la municipalidad de Kröslin, en el estado alemán (Bundesland) de Mecklemburgo-Pomerania Occidental. Antes de la marejada ciclónica del día de Todos los Santos de 1304, Ruden fue probablemente parte de un puente de tierra entre Usedom y Rügen.
Hoy en día, la isla de Ruden es una reserva natural.